# Ndobo
Ndobo ist ein Verwaltungsbezirk (Ward) des Distrikts Kyela in der tansanischen Region Mbeya. Er grenzt im Norden an den Bezirk Makwale, im Osten an Matema, im Süden an den Bezirk Lusungo und  im Westen an den Bezirk Ipinda.

## Geografie
Ndobo ist ein ländlicher Bezirk im Südwesten von Tansania. Er liegt in der Ebene nordwestlich des Malawisees in rund 500 Meter Seehöhe. Die Grenze im Südwesten bildet der Fluss Lufilyo, der in den Malawisee mündet. Die Fläche des Bezirks beträgt 26,3 Quadratkilometer und bei der Volkszählung 2022 lebten hier 6206 Menschen in 1562 Haushalten.

## Gliederung
Der Bezirk besteht aus vier Gemeinden (Mtaa) mit 15 Orten (Kitongoji):
| Bwato - Isumba - Lupando - Kilimba - Masoko | Isuba - Isuba - Nkuyu - Bujesi - Mbangamoyo | Ndobo - Kapungi - Lugombo - Busoba - Mape | Sebe - Sebe I - Sebe II - Kindingo |

## Wirtschaft und Infrastruktur
- Bildung: Die Ndobo Secondary School ist eine weiterführende Schule für Knaben und Mädchen mit einer Ausbildung bis zur 4. Stufe.[5]
- Gesundheit: In der Gemeinde Ndobo befindet sich eine staatliche Apotheke.[6]